# Сафа (футбольный клуб)
«Сафа» (полное название — Safa Beirut Sporting Club) — ливанский футбольный клуб, базирующийся в Бейруте. На арабском языке «сафа» (араб. الصفاء‎) обозначает «ясность». Клуб принадлежит Валиду Джумблату.

## История

### Ранние годы
Клуб «Сафа» (Nadi al-Safa' al-riyadi Beirut) основан в 1939 году.
В 1948 году клуб «Сафа» получил официальное членство и лицензию от правительства как частная ассоциация. В том же самом году клуб был присоединен к Ливанской Футбольной Ассоциации и был определён во 2-й дивизион.
В 1961 году клуб перешёл в первый дивизион. У «Сафы» был один из лучших тренеров, Самир Саад, но он ушёл из команды в 2008 году. Самир записал клуб в историю, приведя его к финалу Кубка АФК.
В 2009 году, во главе со своим новым тренером Эваном, «Сафа» добилась новых успехов: выиграла Ливанский Элитный Кубок впервые в истории клуба.

### Основатели
Махер Уохэб, Анис Наайм, Хасиб Аль-Джерди, Амин Хайдар, Шэфик Надир, Туфик Аль-Зухэри, Адиб Хайдар.

## Стадион и контакты

### Стадион
- Название: «Сафа».
- Открыт: 1948.
- Владелец: «Сафа».
- Расположение: Уота Эль-Мюзитбех, Бейрут.
- Транспорт: 5 минут от Бейрутского Международного Аэропорта.
- Вместимость: 4 000.
- Место продажи билетов: Главные Ворота.
- Поверхность: Искусственная трава (Часть «Проекта ворот» ФИФА, который был одобрен 22 сентября 2004 года).

### Контакты
- Телефон: +961-1-310118.
- Факс: +961-1-312960.

## Достижения

### Внутренние соревнования
- «Сафа» выигрывала вторую ливанскую лигу 12 раз подряд — с 1948 по 1960.
- Обладатель Кубка Ливана (1964, 1986).
- Финалист Кубка Ливана (1971, 1990, 1995, 2000, 2008).
- «Сафа» никогда не выигрывала чемпионат Ливана, но была второй в 1991, 1992, 1993, 1994, 1996, 1999 и 2007.
- Обладатель кубка «Город Переулков» (1972, 1974).
- Победитель «Турнира Аль-Адха» (1979, 1984).
- Победитель «Турнира 16 марта» (1983, 1984).
- Обладатель Ливанского элитного кубка (2009).

### Международные соревнования
- Кубок обладателей кубков АФК:

Кубок обладателей кубков АФК 1992/93: Вылет в первом раунде.
Кубок обладателей кубков АФК 2000/01: Вылет в первом раунде.
- Кубок АФК:

Кубок АФК 2008: 2 место с рекордом: 6 побед, 4 ничьи и 2 поражения.
Кубок АФК 2009: 1/8 финала

## Известные тренеры
- Валид Зейнеддин
- Махмуд Саад
- Хассан Абоу Диаб
- Самир Саад

## Известные игроки
| - Валид Зейнеддин - Хани Абдул Фаттах - Махмуд Саад - Хассан Абоу Диаб - Хасан Аюб - Валид Дахрудж - Билал Хэкем | - Набих Аль-Джерди - Саломао Музуад Салха - Валид Аль-Мири - Кемокай Каллон - Хишам Шлейх - Ахмад Аль-Наамани - Юссеф Мохамад - Ибрагим Туре |